# کوه بزمان
کوه بزمان یا قلۀ بزمان یکی از کوه‌های آتشفشانی ایران است که در سیستان و بلوچستان واقع شده و پس از تفتان دومین قلۀ بلند این استان است.
این کوه در شمال دریاچۀ هامون جازموریان با ارتفاع ۳۴۹۷ متر از سطح دریا قرار گرفته‌است و کویر لوت را از جازموریان جدا می‌کند. امتداد کوه بزمان از سمت غرب به رشته‌کوه‌های بارز در استان کرمان می‌رسد.

## فعالیت آتشفشانی قله
بزمان به جوان‌ترین کوه آتشفشانی ایران مشهور است.
گرچه هیچ تاریخ دقیقی از فوران این آتشفشان در دست نیست، اما فوران این کوه در چندین مرحله (نخستین بار ۴٬۶ میلیون سال پیش و آخرین فوران در ۴۱۰۰۰ سال پیش) رخ داده و تا امروز قلل این آتشفشان مملو از بخارات انواع دی‌اکسید هستند.

## منابع

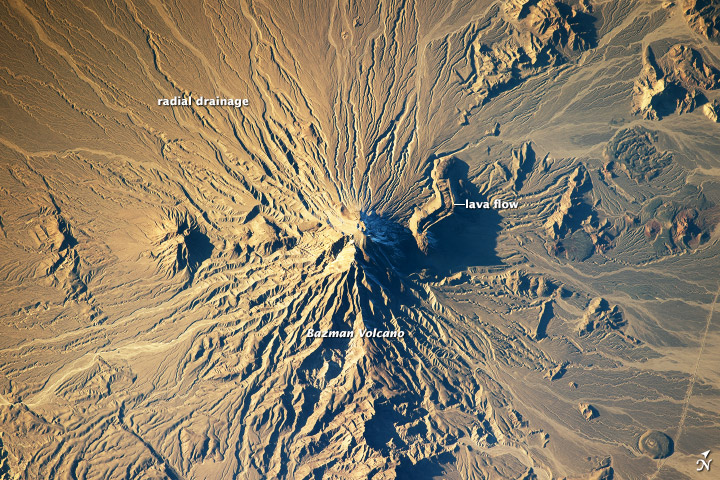